# بينغي جيل
بينغي جيل (بالإسبانية: Benji Gil)‏ هو لاعب كرة قاعدة مكسيكي، ولد في 6 أكتوبر 1972 في تيخوانا في المكسيك.

## وصلات خارجية
- بينغي جيل على موقع دوري كرة القاعدة الرئيسي (الإنجليزية)
- بينغي جيل على موقعبيزبول رفرنس.كوم (الدوري الرئيسي) (الإنجليزية)
- بينغي جيل على موقعبيزبول رفرنس.كوم (الدوري الثانوي) (الإنجليزية)
- بينغي جيل على موقع إي إس بي إن.كوم (أم.أل.بي) (الإنجليزية)
- بينغي جيل على موقع مشجعي الرسوم البيانية (الإنجليزية)